# Aeroportul Chesterfield Inlet
Aeroportul Chesterfield Inlet (IATA: YCS, ICAO: CYCS) este un aeroport din Chesterfield Inlet⁠(d), Nunavut, Canada ce deservește zona Chesterfield Inlet⁠(d). Aeroportul a fost tranzitat în 2010 de 4.297 de pasageri.
Situat la o altitudine de 11 m, aeroportul dispune de o singură pistă.